# Reuzenkangoeroerat
De reuzenkangoeroerat (Dipodomys ingens)  is een zoogdier uit de familie van de wangzakmuizen (Heteromyidae). De wetenschappelijke naam van de soort werd voor het eerst geldig gepubliceerd door Merriam in 1904.

## Voorkomen
De soort komt voor in de Verenigde Staten.